# Ataka
Ataka (pl. ataky, z franc. attaque) znamená původně útok, jako metafora také záchvat. 

## Při roztroušené skleróze
Jako ataka se označuje vzplanutí zánětu při roztroušené skleróze (RS). Jedná se o projev symptomů v době delší 24 hodin. Prvotní ataka má v závislosti na pacientovi individuální průběh. Odlišovat se může délkou, intenzitou či symptomy. Většinou po ní dochází k ustoupení příznaků (zcela či částečně). V případě primárně progresivní nebo relabující remitentní formy však k remisi po atace nedochází. Akutní případy se přeléčují metylprednisolonem, velmi lehké pak perorálně (ústy) podaným prednisonem ve vysokých dávkách.